# Władysław Gubrynowicz (nauczyciel)
Władysław Gubrynowicz (ur. 18 lutego 1874 we Lwowie, zm. 17 sierpnia 1941) – polski nauczyciel.

## Życiorys
Urodził się 18 lutego 1874 we Lwowie. Podjął pracę nauczyciela od 28 sierpnia 1898. W sierpniu 1898 został mianowany zastępcą nauczyciela w III Gimnazjum im. Franciszka Józefa we Lwowie. Egzamin zawodowy złożył 5 czerwca 1903. Został mianowany nauczycielem rzeczywistym 24 sierpnia 1903. W 1909 był nauczycielem języka niemieckiego w I Szkole Realnej we Lwowie. Jako nauczyciel tej szkoły w 1918 był przydzielony do Ministerstwa Kultury i Nauki.
Po odzyskaniu przez Polskę niepodległości został urzędnikiem oświaty II Rzeczypospolitej. W 1926 był kierownikiem referatu kwalifikacji nauczycieli w Departamencie II Szkolnictwa Średniego Ministerstwa Wyznań Religijnych i Oświecenia Publicznego. Pochowany na cmentarzu Powązkowskim w Warszawie (kwatera 126-3-21).

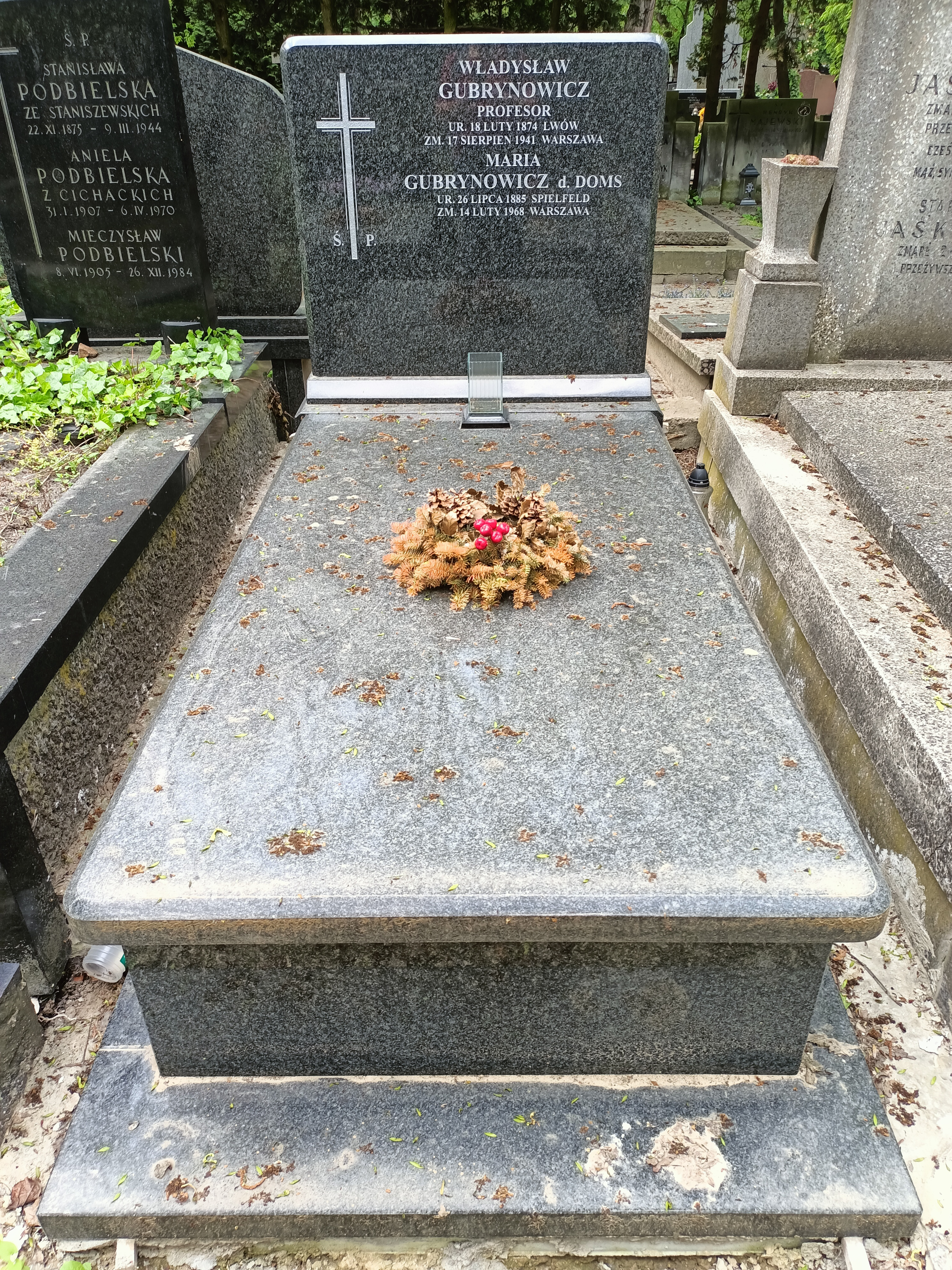
Grób Profesora Władysława Gubrynowicza na Cmentarzu Powązkowskim w Warszawie

## Odznaczenia
austro-węgierskie
- Kawaler Orderu Franciszka Józefa (1917)[7].
- Krzyż Jubileuszowy dla Cywilnych Funkcjonariuszów Państwowych[4].